# Tmesisternus vagefasciatus
Tmesisternus vagefasciatus là một loài bọ cánh cứng trong họ Cerambycidae.